# Rafał Augustyniak
Rafał Augustyniak (Zduńska Wola, Polonia, 14 de octubre de 1993) es un futbolista polaco que juega de centrocampista en el Legia de Varsovia de la Ekstraklasa.

## Trayectoria
Rafał Augustyniak jugó en las categorías inferiores de los dos principales clubes de su localidad natal: el MKS MOS Zduńska Wola y el Pogoń Zduńska Wola. En 2011 se une a la cantera del Widzew Łódź, uno de los más exitosos del voivodato homónimo. A partir de 2012 fue ascendido al primer equipo czerwoni, debutando en la Ekstraklasa el 26 de julio de 2013 en la victoria por 2-1 en casa frente al Zawisza Bydgoszcz. El 29 de septiembre del mismo año, durante el partido de la décima jornada de la temporada 2012/13 contra el Lech Poznań, Augustyniak fue expulsado con tarjeta roja directa en el minuto tres de partido. Además de jugar con el plantel principal del Widzew, el centrocampista polaco también jugó varios partidos con el filial en la III Liga, anotando su primer gol el 26 de abril de 2014 ante el Pogoń Grodzisk Mazowiecki.
En el mercado de invierno de la temporada 2014/15 fue traspasado al Jagiellonia Białystok. Debutó con el club de Podlaquia el 14 de marzo de 2015, entrando en el minuto 76 en la victoria por 2-1 ante el Górnik Łęczna. El resto de la temporada se unió al segundo equipo de la III Liga de Polonia, cuarta categoría del fútbol polaco, y en los siguientes tres años jugó como cedido en el Pogoń Siedlce, el Wigry Suwałki y el Miedź Legnica, todos ellos equipos militantes en la segunda división. En total, registró únicamente cinco partidos con el Jagiellonia en la Ekstraklasa.
Tras colaborar en el ascenso del Miedź Legnica a la primera división, Augustyniak fichó por el club silesio. Un año más tarde, el 29 de junio de 2019, abandonó Polonia para jugar por primera vez en el extranjero, en el FC Ural Ekaterimburgo de la Liga Premier de Rusia. Concluido su contrato de tres años con la entidad rusa, el 31 de julio de 2022 regresó a Polonia como agente libre para jugar en el Legia de Varsovia.

## Selección nacional
Augustyniak fue convocado por la selección absoluta polaca para los partidos de clasificación para la Copa Mundial de Fútbol de Catar 2022 contra Hungría, Andorra e Inglaterra. El seleccionador Paulo Sousa lo hizo debutar ante el combinado británico en Wembley el 31 de marzo de 2021, entrando como suplente de Krzysztof Piątek en el minuto 76. El encuentro finalizó 2-1 a favor de los locales.

## Palmarés

### Títulos nacionales
| Título               | Club              | País    | Año  |
| -------------------- | ----------------- | ------- | ---- |
| Copa de Polonia      | Legia de Varsovia | Polonia | 2023 |
| Supercopa de Polonia | Legia de Varsovia | Polonia | 2023 |
| Copa de Polonia      | Legia de Varsovia | Polonia | 2025 |
| Supercopa de Polonia | Legia de Varsovia | Polonia | 2025 |